# Maria van der Hoeven
Maria Josephina Arnoldina van der Hoeven, née le 13 septembre 1949 à Meerssen, est une femme politique néerlandaise membre de l'Appel démocrate-chrétien (CDA), ancienne ministre de l'Éducation puis et des Affaires économiques des Pays-Bas.
Elle est également directrice exécutive de l'Agence internationale de l'énergie (AIE) du 1er septembre 2011 au 31 août 2015.
À partir du 1er septembre 2015, elle est nommée chercheur associé senior au CIEP (Clingendael International Energy Program). Elle fait partie du Conseil d'administration de TotalEnergies depuis le 24 mai 2016.

## Éléments personnels

### Formation et carrière
Elle naît en 1949 à Meerssen (province de Limbourg), son père est médecin et sa mère peintre. La famille Van der Hoeven (aussi orthographiée « Vanderhoeven ») est une famille patricienne des Pays-Bas. Maria fait ses études au Sint-Maarten College de La Haye.
Elle achève sa formation d'enseignante à l'école des professeurs de Maastricht en 1969, et obtient alors un poste de professeur de sciences économiques et administratives. Par la suite, elle devient psychologue en orientation jusqu'en 1980. Cette année-là, elle prend la direction du centre administratif pour la formation professionnelle des adultes de Maastricht, qu'elle occupe pendant sept ans.
Elle est ensuite nommée directrice du centre technologique du Limbourg, renonçant à ce poste en 1991.

### Vie privée
Elle est mariée (veuve depuis 2012) et de confession catholique romaine.

## Carrière politique

### Débuts locaux
Membre de l'Appel démocrate-chrétien (CDA), elle est élue au conseil communal de Maastricht en 1985, et est aussitôt désignée vice-présidente du groupe des conseillers du CDA. Elle y siège pendant six ans.

### Parlementaire
Elle entre à la seconde Chambre des États généraux en juin 1991, en tant que suppléante. En 1997, elle est nommée secrétaire du groupe parlementaire chrétien-démocrate et élue quatrième vice-présidente de l'assemblée.
Elle renonce dès le mois de mai 1998 à ses fonctions au sein du groupe, à la suite de sa promotion comme deuxième vice-présidente de la chambre. Elle est portée, quelques mois plus tard, à la présidence de la commission parlementaire de l'Éducation. Elle en démissionne en octobre 2001, afin de devenir vice-présidente du groupe des députés CDA.
Après les élections législatives du 15 mai 2002, elle est élue première vice-présidente de la seconde Chambre, mais doit y renoncer au bout de six semaines, à la suite de son entrée au gouvernement.

### Ministre
Le 22 juillet, Maria van der Hoeven est en effet choisie comme ministre de l'Éducation, de la Culture et de la Science dans la coalition gouvernementale de droite conduite par le chrétien-démocrate Jan Peter Balkenende. Chargée de l'intérim de son ministère à compter de la chute du cabinet, le 16 octobre, elle est réélue députée aux élections législatives anticipées du 22 janvier 2003, et reconduite le 27 mai suivant. Il en va de même le 7 juillet 2006, une semaine après l'éclatement de la coalition issue du scrutin de 2003.
En tant que ministre de l'Éducation, elle a réduit de moitié les réglementations scolaires, instauré l'accueil périscolaire, et renforcé l'instruction obligatoire. Elle a également suscité la polémique en se disant, à plusieurs reprises en 2005, sensible au courant du dessein intelligent.
À la suite des élections législatives anticipées du 22 novembre 2006, au cours desquelles elle est réélue à la seconde chambre, elle est de nouveau chargée de la direction intérimaire de son département ministériel. Une grande coalition se met finalement en place le 22 février 2007, et elle devient alors ministre des Affaires économiques, où elle s'est illustrée par la privatisation du secteur de l'énergie. Ayant annoncé le 18 janvier 2010 sa volonté de quitter la vie politique à la fin de son mandat, elle sort du gouvernement le 14 octobre, trois mois après les élections législatives anticipées du 9 juin, causées par la rupture de la coalition et la démission du gouvernement, le 20 février.